# Сибирский, Василий Фёдорович
Князь Васи́лий Фёдорович Сиби́рский (1745 — 12 ноября 1816) — российский государственный и военный деятель, генерал от инфантерии, действительный тайный советник, сенатор.

## Биография
Сын князя Фёдора Васильевича Сибирского, потомок последнего Сибирского хана Кучума, родился в 1745 (или 1746) году и в том же году зачислен был в гвардию. Многие источники ошибочно указывают год рождения 1761.
Быстро повышаясь в чинах, он в 1777 году был произведён в капитаны лейб-гвардии Измайловского полка, в 1779 году в полковники с назначением к гражданским делам, 23 августа 1784 года назначен в комиссариатский штат обер-кригскомиссаром, в 1789 году произведён в бригадиры и в 1793 году в генерал-майоры, с назначением состоять при комиссариатской экспедиции.
Во время войны с Турцией в чине поручика лейб-гвардии Измайловского полка участвовал в морском походе в Архипелаге и находился в десанте при Чесменском сражении, 27 июля 1773 года получил орден св. Георгия 4-й степени (№ 176 по кавалерскому списку Судравского и № 209 по списку Григоровича — Степанова)
За атаку под Чесьмою форштадта и прогнание неприятеля.
Затем был награждён орденом св. Владимира 4-й степени.
В 1798 году произведён в генерал-лейтенанты, с назначением в Московский комиссариат, и награждён был по Высочайшему указу 5000 десятин земли в вечное и потомственное владение в губерниях Санкт-Петербургской, Тамбовской, Тверской и Казанской.

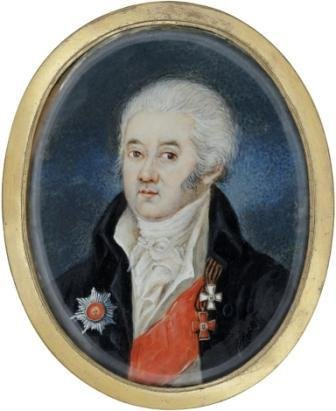
Миниатюра 1800-х

29 октября 1799 года был произведён в генералы от инфантерии, но через три месяца, 5 февраля 1800 года, высочайшим приказом императора Павла I за беспорядки и злоупотребления по комиссариатской части от службы уволен, а на имения его наложено было запрещение; 21 февраля того же года повелено было на его счёт купить разные вещи взамен забракованных Санкт-Петербургским депо, а 26 марта князь Сибирский, обвинённый в утверждении для заготовляемых вещей образцов, несходных с высочайше одобренными, лишён был, по докладу генерал-аудитора, всех чинов, дворянского звания и знаков отличия и отправлен в ссылку; за вещи же, заготовленные по утвержденным им образцам, приказано было взыскать из его имения вдвое, а 30 сентября 1800 года состоялось высочайшее повеление о возвращении в казённое ведомство принадлежащих князю Сибирскому в Санкт-Петербургской губернии земель и обращении их в казённые оброчные статьи.
Ссылка продолжалась, однако, недолго. По вступлении на престол императора Александра I высочайшим указом от 14 марта 1801 года князь Сибирский был прощён, с возвращением всех чинов, орденских знаков, дворянского достоинства и конфискованного имения.
Переименованный в действительные тайные советники 20 апреля 1801 года он назначен был сенатором и присутствовал с 9 марта 1803 года в 5-м департаменте Сената в Москве, а с 29 января 1805 года — в 6-м уголовном департаменте и во 2-м отделении 6-го департамента (с 23 марта 1808 года).
21 мая 1808 года по болезни, согласно прошению, был уволен от службы с назначением пенсии в полном размере получаемого им жалованья. Скончался 12 ноября 1816 года.
Женат князь Сибирский был в первый раз на Варваре Александровне урождённой Собакиной, а во второй раз на Олимпиаде Гавриловне (девичья фамилия не выяснена) и имел сыновей Фёдора, Александра (генерал-лейтенант, его сын А. А. Сибирский был известным археологом) и Сергея.